# Adele Elise Allram

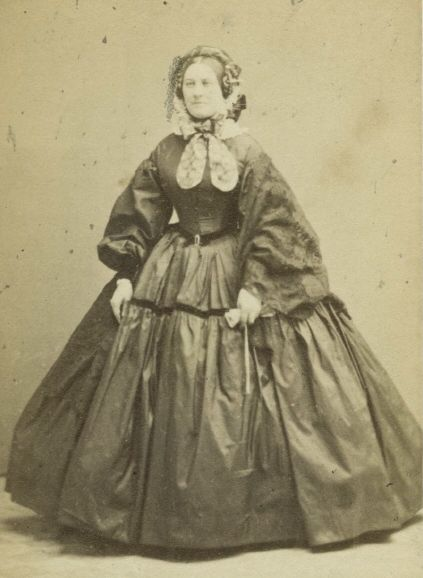
Adele Elise Allram, M. L. Winter, 1862

Adele Elise Allram, geborene Adele Elise Lechner, verh. Allram, auch Elise Allram-Lechner bzw. Adele Allram-Lechner (* 25. November 1826 in Wien; † 24. Mai 1861 in Prag) war eine österreichische Schauspielerin.

## Leben
Allram wurde in Wien fürs Theater ausgebildet. Schon im Alter von 10 Jahren trat sie in Wien in Kinderrollen auf. „Eine wunderliebliche Erscheinung war Adele Lechner, als Sofie, und ganz zartfühlendes Kind in Ton, Haltung und Geberde [sic], macht sie ihrem Lehrer alle Ehre.“, urteilte eine Rezension von 1836.
Als Schauspielerin debütierte sie in Olmütz (heute Olomouc) und kam bald darauf an das Carltheater nach Wien und an Ostern 1846 nach Prag. An dem dortigen Ständetheater unter der Direktion von Johann Hoffmann trat sie erstmals als Armanda in dem Drama „Molière“ von Desnoyer auf und wurde bald ein Publikumsliebling. Hauptsächlich spielte sie in Lustspielen das Fach der naiven und munteren Liebhaberin, trat aber auch in Dialektrollen sowie tragischen Stücken auf. Sie gab 1855 außerdem Gastspiele in Graz sowie ab 1852 in Hamburg, Dresden und am Wiener Hofburgtheater.
In Prag heiratete sie ein Mitglied der seinerzeit berühmten Schauspielerfamilie Allram. Sie starb in Prag im Alter von nur 34 Jahren an Diphtherie und hinterließ einen vierjährigen Sohn.